# Ringeldorf
Ringeldorf é uma ex-comuna francesa na região administrativa de Grande Leste, no departamento Baixo Reno. Estendeu-se por uma área de 2,81 km². Em 2010 a comuna tinha 87 habitantes (densidade: 31 hab./km²).
Em 1 de janeiro de 2019 foi fundida na comuna de Val-de-Moder.